# Христо Луков
Христо Луков (болг. Христо Николов Луков; 6 червня 1888, Варна — 13 лютого 1943, Софія) — болгарський військовик та політик правого спрямування, лідер Союзу болгарських національних легіонів (СБНЛ). Генерал.
Щороку в Болгарії відбувається маніфестація болгарських націоналістів «Луков Марш».

## Біографія
Народився 6 червня 1888 року у Варні. Закінчив Військове училище в Софії (1907). В період Балканських воєн в 1912—1913 був ад'ютантом у 2-му артилерійському полку. Під час Першої світової війни (1915—1918) командував батареєю в 1-му гаубичному полку, потім гаубичним відділенням в 27-му артилерійському полку.
У вересні 1918 року, незадовго до остаточної поразки Болгарії, майор Луков при чотирьох гарматах вступив в бій з сербськими військами, які наступали на Кюстенділ. Місто вдалося відстояти. Болгарські націоналісти донині вважають «битву за Кюстенділ» головною історичною заслугою Лукова.

## Звання
- З 15 серпня 1907 — підпоручик;
- З 4 вересня 1910 — поручик;
- З 1 листопада 1913 — капітан;
- З 1 січня 1918 — майор;
- З 30 січня 1923 — підполковник;
- З 26 березня 1928 — полковник;
- З 6 травня 1935 — генерал-майор;
- З 25 січня 1938 — генерал-лейтенант.

## Нагороди
- Орден «За хоробрість» 4-го ступеня 1-го і 2-го класу;
- Орден «Святий Олександр» 4-го ступеня з мечами і 3-го ступеня без мечів;
- Орден «За військові заслуги» 1-го ступеня;
- Залізний хрест 2-го класу (Німеччина).